# Чамар (річка)
Чамар — річка в Україні, на Кримському півострові. Ліва притока Орталанки (басейн Чорного моря).

## Опис
Довжина річки приблизно 4,36 км, найкоротша відстань між витоком і гирлом — 4,04 км, коефіцієнт звивистості річки — 1,08. Річка формується декількома безіменними струмками та загатами.

## Розташування
Бере початок на північно-західних схилах гори Сугут-Оба Головного пасма Кримських гір. Спочатку тече на північний захід понад горою Шантай-Оба, потім повертає на північний схід і далі тече через село Земляничне. На південно-східній околиці Оленівки впадає у річку Су-Індол, ліву притоку Мокрого Індолу.

## Цікаві факти
- Біля Земляничного на правому березі річки розташована мечеть Орталан джамісі[1].
- Біля Оленівки з лівої сторони гирла річки на відстані приблизно 205 м проходить автошлях Р23 (автомобільний шлях регіонального значення на території України, Сімферополь — Феодосія.